# Jean Mercier (hébraïsant)
Pour les articles homonymes, voir Jean Mercier et Mercier.
Jean Mercier, ou Le Mercier, latinisé en Johannes Mercerus, né aux alentours de 1510-1520 à Uzès, où il est mort en 1570, est un théologien protestant et linguiste hébraïsant français.
Linguiste et exégète dans les domaines de l’hébreu et de l'araméen, il a été décrit comme « un des plus savants hébraïsants et des plus judicieux interprètes de la Bible dont s’honore l’Église protestante », mais « comme helléniste, Jean Mercier ne bénéficie cependant pas du renom qu’il mériterait dans la grande tradition de la philologie humaniste inaugurée par Guillaume Budé. »

## Biographie
D’une famille noble et se destinant à la magistrature, Mercier étudia le droit à Avignon et à Toulouse mais, irrésistiblement attiré vers les langues savantes, il ne tarda pas à abandonner la jurisprudence pour se livrer plus librement à ses gouts. Étudiant de François Vatable, il lui succéda, en 1546, dans la chaire d’hébreu au Collège royal, où il eut Philippe Duplessis-Mornay et Pierre Martini comme étudiants, et il la remplit avec tant d’éclat, « qu’il avoit l’auditoire tout plein, quand il lisoit » écrit Joseph Juste Scaliger. « Comme il savoit bien les quatre langues principales, qu’il travailloit avec une exactitude infinie et qu’il joignoit à tout cela un jugement admirable, il est presque incroyable avec quel succès il s’acquitta des fonctions de l’enseignement», dit aussi de Thou. Amené aux idées de la Réforme par ses études sur la Bible, Mercier, qui n’avait pas été inquiété en 1562, parce que, comme le dit Pasquier, « il estoit si esloigné des brigues qu’il ne cognoissoit que ses livres hébrieux, avec lesquels il communiquoit tous les jours sans intercesser », fut obligé de quitter Paris et la France, lorsque la seconde guerre de religion éclata.
Retiré à Venise auprès d’Arnaud Du Ferrier, qui le combla de marques d’estime et d’amitié. Après la paix de Saint-Germain mettant fin à la troisième guerre de religion, il voulut revenir en France, mais à son passage dans sa ville natale, il fut attaqué d’une maladie contagieuse qui ravageait le Languedoc, et il y mourut en 1570. De Marie d’Allier, fille de Lubin d’Allier, avocat au parlement, et d’Antoinette de Loynes, qu’il avait épousée, Mercier eut un fils, né à Uzès, et deux filles que l’on fit rebaptiser à Saint-Sulpice, le 29 octobre 1572.
En dépit des très nombreux éloges que lui ont décerné tant ses contemporains catholiques et protestants,,, que les chercheurs de l’époque moderne, Jean Mercier ne bénéficie pas du renom qu’il mériterait dans la tradition de philologie humaniste. Sa critique est plus judicieuse, plus exacte que celle de la plupart des exégètes de son temps, sa méthode d’interprétation purement littérale ; il ne s’attache pas à découvrir dans chaque passage un sens allégorique, il ne poursuit que le sens historique, et il expose avec brièveté et précision le résultat de son investigation. Plus qu’aucun de ses contemporains, il a contribué à répandre le gout de la langue hébraïque, dans laquelle personne parmi les chrétiens n’était plus versé que lui, et il a eu le mérite de découvrir le premier la quantité et la mesure des vers hébreux. Rome l’a inscrit dans son Index.

## Publications

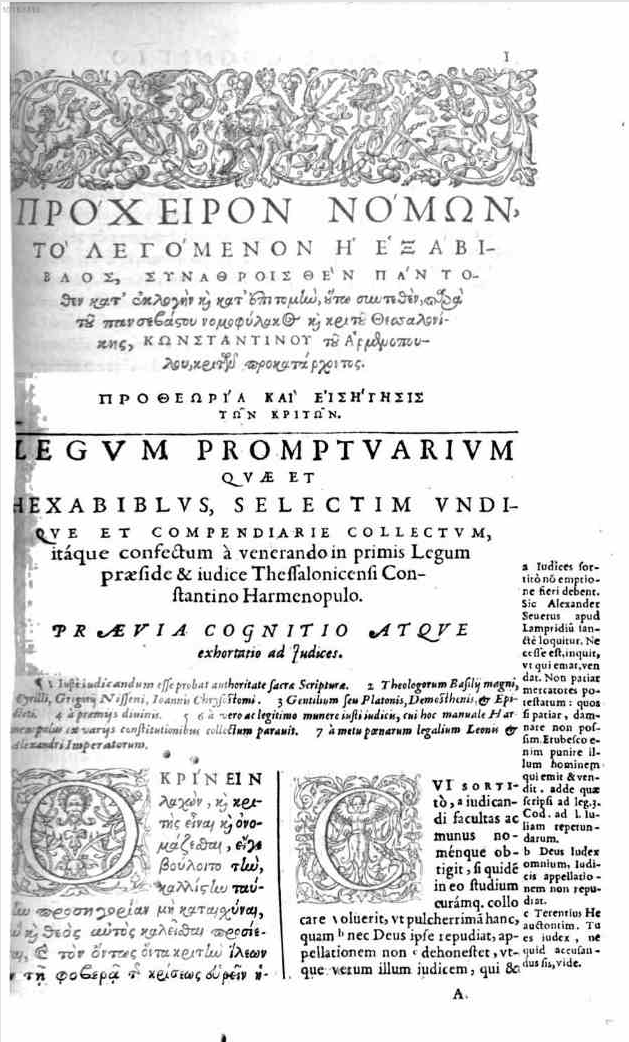
Page de garde de la traduction depuis le latin vers le grec par Mercier du Procheiron ou Hexabiblos de Constantin Harménopoulos (Lyon, 1587).

- Chaldaica paraphrasis Obadiæ et Jonæ, latinè, cum scholiis, Paris, 1550, in-4°.
- Turgum Jonathanis in Aggæum cum versione latina, Paris, 1551, in-4°.
- Commentarius in Nahum, Paris, 1553, in-f°.
- Evangelium Matthæi, recensè Judeorum penetralibus erutum, hebraice absque punctis, cum interpretatione latinâ, Paris, 1855, in-8°.
- Tractatulus de accentibus Jobi, Proverb. et Psalmorum authore R. Judâ filio Belham hispano, traduit de l’hébreu en latin, Paris, Car. Stephan., 1556, in-4°.
- Jonathæ, Uzielis filii, interpretatio Chaldæa in XII prophetas, diligenter emendata et punctis juxta analogiam grammaticam notata. Hoseas et Joel, cum explicatione locorum obscuriorum Targum, Paris, Car. Stephan., 1557, in-4°.Tout en hébreu, excepté les scolies ; ce volume forme le 1er de l’édit. en hébreu des Douze petits prophètes.
- Chaldæa interpretatio Amos, Abdiæ et Jonæ, punctis juxta analogiam grammaticam notata, cum varia lectione. Accesserunt scholia in loca difficiliora Targhum, Paris, Car. Stephan., 1557, in-4°.En hébreu, sauf les scolies ; 2e vol. de l’édition citée.
- Michoeoe, Nahum, Habacuc, Sophonioe, Haggoei, Zacharioe et Malachite interpretatio chaldma, punctis juxta analogiam grammaticam, notata, diligenter que emendata, cum varia lectione, Paris, Car. Stephan., 1558, in-4°.En hébreu, 3e vol. de l’édition des petits prophètes.
- Jonathæ, Uzielis ffilii itinterpretatio chaldaïca sex prophetarum Hoseæ, Joëlis, Amos, Abdiæ, Jonæ et Haggœi, latinè reddita. Paris, G. Morel, 1559, in-4°.
- Chaldœa Jonathæ in sex prophetas interpretatio, Michœam, Nahum, Habacuc, Sophoniam, Zachariam et Malachiam, latinitate nunc primùm donata et scholiis illustrata, Paris, Car. Steph., 1559, in-4°.
- Habacuc cum commentariis R. Dav. Kimhi à Franc. Vatablo summâ cura et diligentiâ recognitis ; adj. insuper scholiis Masorœ, varia lectione, atque indice locorum quos Kimhi citat ex Talmud, Paris, Car. Steph., 1559, in-4°
- Tabulæ in grammaticem linguæ chaldææ, quæ et syriaca dicitur. Milita intérim de rabbinico et talmudico stilo tradnntur : accessit ad calcem libellus de abbreviaturis Hebroeorum, quibus et in Masorâ et Talmudicis atquæ aliis scriptis passim utuntur, Paris, G. Morel, 1560, in-4°, Londres, 1560, in-4° ; Wittemberg, 1579, in-8°.
- Interpretatio chaldæa Proverbiorum Salomonis, punctis juxta analogiam grammaticam accurate notata, et à mendis multis repurgata, hebraice, Paris, G. Morel, 1561, in-4°.
- Cantica eruditionis intellectus, auctore per celebri Rabbi Haai, et Paropsis argentea, auctore R. Joseph Hyssopæo, hebraice, cum versione latinâ, Paris, 1561, in-4°.Instructions en vers hébraïques dans le genre des Proverbes de Salomon.
- Libellus Ruth hebraice, cum scholiis Masoræ ad marginem ; item in eundem succincta expositio nondum in lucem emissa, cujus in manuscripto exemplari autor præfertur R. David Kimhi, Paris, Rob. Stephan., 1563, in-4°.
- Libelli Ruth paraphrasis syviaca, hebraici, punctis juxta analogiam grammaticam notata, cum latinâ interpretatione ad verbum ; item conjectura de locorum aliquot suspectorum emendatione. Adjecta sunt ad calcem annotata quædam de Noëmi socru Ruth, et de Booz, atque aliis, Paris, Rob. Stephan., 1564, in-4°.
- In V prophetas priores, qui minores vocantnr, quibus adjecta sunt iam veterum quam recentium Commentar., Genève, 1565, in-f° ; 1874, 1898, in-f°.
- Alphabetum hebraicum, Paris, Rob. Steph., 2e édit. 1866, in-4°.
- Jonas cum commentariis R. Dav. Kimhi, à Franc. Vatablo recognilis : adjectis insuper scholiis Masoroe, etc., Paris, 1567, in-4°.
- In Decalogum Commentarius, doctrinâ et eruditione non carens, Rabbini Abraham, cognomento Ben-Ezra, interpr. J. Mercero. Item, Decalogus ut ab Onkelo chaldæo paraphraste conversus est, per eundem latinus factus, Paris, Roh. Stephan., 1568, in-4°.
- Commentarii in Jobum et Salomonis Proverbià, Ecclesiasten, Canticum canticorum, Genève, Vignon, 1573, in-f°, Leyde, 1651, in-f°. L’éditeur, Théodore de Bèze, y a joint une Epistola in qua de hujus viri doctrina et istorum commentariorum utilitate disseritur.Ce commentaire a constitué un chef-d’œuvre d’érudition pour l’époque où il a été composé. Pour pénétrer le sens du livre obscur de Job, Mercier a eu recours à l’analogie des dialectes sémitiques, aux anciennes traductions et aux témoignages des rabbins, et ses recherches l’ont amené à conclure que ce livre n’est pas une fiction poétique, mais que l’auteur, contemporain des patriarches, a vécu en Arabie, et que son ouvrage, tel que nous le possédons, peut avoir été écrit en arabe et plus tard traduit en hébreu.
- Expositio in Obadiam, Genève, 1574.
- Commentar. in Hoseam, una cum Commentar. Kimhi, Aben Ezræ et Jarchi, latine, Genève, 1574; Genève, Matt. Berjon, 1598, in-f°.
- אוצר לשון הקדש : Notæ in Thesaurum linguæ sanctæ Pagnini, Paris, 1575, in-f° ; 1595, in-f°.
- Constantini Harmenopuli Promptuarium juris, trad. en latin. Lausanne,1580, in-8°.
- Observationes ad Horapollinis Hieroglyphica, Aug. Vind., 1595, in-4°.
- Commentarius in Genesim, ex editione et cum præfatione Th. Bezæ, Genève, Matt. Berjon, 1898, in-f°.Ce commentaire sur la Genèse est moins riche en observations grammaticales que son Commentaire sur Job. Protestant à chaque instant contre l’interprétation allégorique et mystique de l’un comme de l’autre texte, lui-même ne cesse néanmoins de trouver en maints passages des allusions au Messie.
- Commentarius in Hoseam, Joelem, Amosum, Abdiam et Jonam, una cum commentariis Kimhi, Aben Ezræ et Jarchi, latine, Genève, 1598, in-f°.
- Prophetia Hoseæ chald. cum comment. D. Kimhi, Aben Ezræ et Sal. Jarchi, heb. lat., Leyde, 1621, in-4°.